# Марьевка (Кропивницкий район)
Ма́рьевка (укр. Мар'ївка) — село в Компанеевской поселковой общине Кропивницкого района Кировоградской области Украины.
До 2020 года входило в Компанеевский район
Население по переписи 2001 года составляло 983 человека. Почтовый индекс — 28410. Телефонный код — 5240. Код КОАТУУ — 3522883001.